# KA (rapper)
Ayoub Chemlali (Amsterdam, 10 april 1996), beter bekend onder zijn artiestennaam KA, is een Nederlands rapper.

## Carrière
Sinds 2018 brengt Chemlali nummers uit onder zijn artiestennaam KA. Zijn eerste hitnotering behaalde hij met het nummer Weersvoorspelling die hij in november 2018 uitbracht, het behaalde de 87e plek in de Nederlandse Single Top 100. In de jaren die volgden bracht KA meerdere nummers uit en werkte samen met artiesten zoals Ashafar, Josylvio en Moeman.
In november 2018 bracht KA in samenwerking met Josylvio en Moeman het album Hella Cash Gang Vol. 1 uit, deze behaalde de tweede plek in de Nederlandse Album Top 100. In december 2020 bracht KA zijn debuutalbum uit onder de naam Behind The Scenes, deze behaalde tevens de tweede plaats. Vervolgens in november 2022 bracht KA zijn album Recklezz uit.
In 2021 won KA een FunX Music Awards in de categorie Next Best.